# اناستازیوس بانتوریس
اناستازیوس بانتوریس (انگلیسی: Anastasios Bountouris؛ زادهٔ ۲ اوت ۱۹۵۵) قایقران قایق بادبانی اهل یونان است.